# 比丘尼山横穴墓群

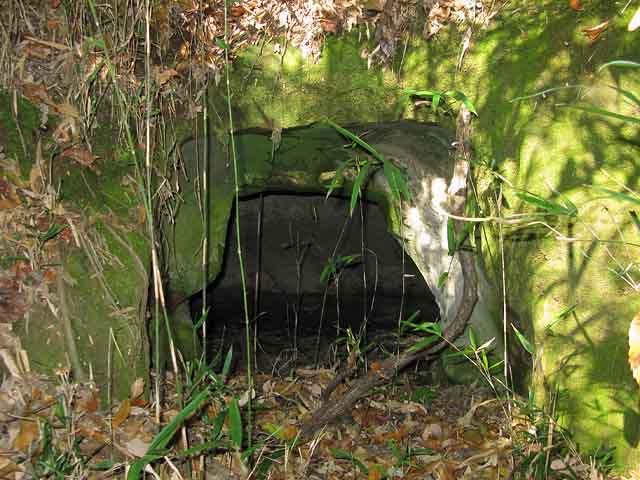
比丘尼山横穴墓群の横穴墓

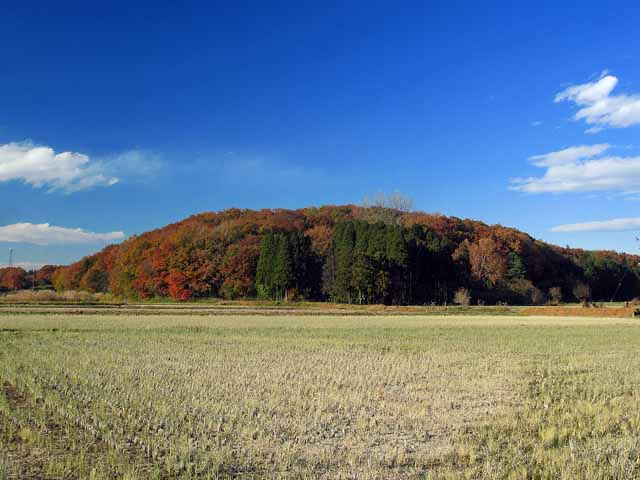
比丘尼山横穴墓群がある比丘尼山

比丘尼山横穴墓群（びくにやまおうけつぼぐん）は、埼玉県東松山市にある古墳時代の横穴墓群の遺跡。1957年、「比丘尼山と横穴墓群」の名称で市の史跡に指定された。

## 概要
三千塚古墳群の第8支群が分布する「比丘尼山」の南斜面に3、4段に配列して築造された。40〜50基余りの横穴墓が分布していると思われ、うち3基が開口している。吉見百穴と同様の7世紀頃に造られたものであると思われる。1878年（明治11年）に山名貫義とオーストリアの考古学者ハインリヒ・フォン・シーボルトによって踏査が行われた。
比丘尼山は比企丘陵の一端にある標高約70メートルの山で、現地はクヌギやコナラなどの落葉広葉樹林となっている。

## 関連事項
- 埼玉県の古墳一覧